# Era Vargas
L'era Vargas és el període de la història del Brasil entre 1930 i 1945, quan Getúlio Vargas va governar el Brasil de forma continuada. Comprèn el Govern Provisional, el Govern Constitucional i l'Estado Novo. Aquest període va ser un punt d'inflexió en la història brasilera, a causa dels nombrosos canvis que Vargas va fer al país, tant socials com econòmics.

## Antecedents
Amb el Crac del 29 va començar una crisi econòmica a escala mundial que va aixafar totes les economies amb participació en els mercats internacionals, en el cas del Brasil i les seves exportacions de cafè. Els oligarques de l'Estat de São Paulo van trencar l'aliança amb els ramaders de Minas Gerais, coneguda com la política del café com leite, i van proposar Júlio Prestes, el governador de l'estat de São Paulo, com a candidat a la presidència de la República i com a reacció, el governador de Minas Gerais, Antônio Carlos Ribeiro de Andrada, va donar suport a la candidatura opositora del gaúcho Getúlio Vargas. L'1 de març de 1930 es van celebrar eleccions a la presidència de la República, que van donar la victòria a Prestes, que no va poder prendre possessió per un cop d'estat el 3 d'octubre de 1930, i es va exiliar, i es va deposar el president sortint Washington Luís, i el 3 de novembre de 1930 la Junta Militar Provisional va passar el poder a Getúlio Vargas, el líder del moviment revolucionari, posant fi a la República Velha i assenyala l'inici de l'era Vargas amb la derogació de la constitució de 1891 per establir un nou ordre constitucional, la dissolució del Congrés Nacional,la intervenció federal en els governs estatals i l'escenari polític i amb la supressió de l'hegemonia fins aleshores apreciada per les oligarquies agràries de São Paulo i Minas Gerais.

## Era Vargas
L'Era Vargas es compon de tres fases successives: el període del Govern Provisional (1930-1934), quan Vargas va governar per decret com a Cap del Govern Provisional, càrrec creat per la Revolució, a l'espera de l'adopció d'una nova constitució per al país que establia el sufragi universal i donava major autoritat al govern federal; el període de la constitució de 1934 (quan, després de l'aprovació de la nova constitució per l'Assemblea Constituent de 1933-1934, Vargas va ser elegit per l'assemblea en virtut de les disposicions transitòries de la constitució com a president, juntament amb una legislatura escollida democràticament), i la dictadura de l'Estado Novo.
Vargas tenia una visió nova de la política brasilera per a produir el desenvolupament nacional utilitzant aranzels protectors i altres polítiques per limitar les importacions, alhora que fomentava la fabricació nacional. Es va aprofitar de la ruptura de les relacions directes entre treballadors i els directors de les fàbriques del Brasil i els obrers es convertirien en la nova base del poder polític populista, promulgant una legislació social que beneficiava a la classe treballadora. Els privilegis de l'agricultura van acabar i el sector es va diversificar, i la indústria va créixer mitjançant la substitució de les importacions per producte local, i la classe mitjana va guanyar més poder polític.

### Govern Provisional (1930-1934)
Getúlio Vargas va assumir la presidència del Brasil el novembre de 1930 en un govern que havia de ser provisional, i durant aquest període va prendre les primeres mesures centralitzadores, va afeblir el poder legislatiu i reforçar l'executiu i ampliar l'aparell de la burocràcia, recolzant-se en els càrrecs que anomenava. El seu autoritarisme i la seva negativa a celebrar unes eleccions va donar lloc a la Revolució Constitucionalista de 1932 i com a resultat es va escollir una Assemblea Constitucional i es va promulgar la constitució el 16 de juliol de 1934, menys de quatre anys després que el cop d'estat hagués enderrocat l'Antiga República. Vargas va acceptar aquesta constitució per tal de legitimar el seu poder.
Es van convocar eleccions presidencials per al gener de 1938, a les quals s'havien postulat José Américo de Almeida, Armando de Sales Oliveira, tots dos partidaris de la revolució de 1930, i Plínio Salgado. Un suposat Pla Cohen, un pla comunista per prendre el poder, fou denunciat pel govern, i el 10 de novembre de 1937 un cop d'estat de Vargas va instituir l'Estado Novo en un discurs a la ràdio.

### Govern Constitucional (1934–1937)
La radicalització política i ideològica va créixer molt al Brasil, sobretot entre l'Ação Integralista Brasileira (AIB), d'inspiració feixista, liderada per Plínio Salgado, i l'Aliança Nacional Libertadora (ANL), moviment dominat pel prosoviètic Partit Comunista del Brasil (PCB). El tancament de l'ANL i la detenció d'alguns dels partidaris, van precipitar les conspiracions que van portar a l'aixecament comunista el 24 de novembre de 1935 a el nord-est del Brasil i el 27 de novembre de 1935 a Rio de Janeiro.

### Estado Novo (1937-1945)
El període de l'Estado Novo en què Vargas governà en forma de dictadura va començar quan Vargas va imposar una nova constitució en 1937 després d'un aixecament comunista, mitjançant un cop d'estat autoritari, diluint el congrés, assumint poders dictatorials amb l'objectiu de perpetuar el seu govern i va desposseir al Brasil dels instruments democràtics traslladant les funcions polítiques, econòmiques i socials dels estats al govern nacional.
Els estudiants universitaris es van començar a mobilitzar l'any 1943 contra Vargas. Hi va haver un descontentament creixent en acabar la Segona Guerra Mundial per les polítiques autoritàries de Vargas. Els creixents moviments polítics i les manifestacions democràtiques van obligar Vargas a abolir la censura el 1945, alliberar nombrosos presoners polítics i permetre la reforma dels partits polítics, inclòs el Partit Comunista del Brasil, que va donar suport a Vargas per ordre de Moscou. Les vagues, prohibides, van començar a ressorgir per la inflació de guerra, i fins i tot Oswaldo Aranha es va mostrar partidari d'un canvi democràtic. Vargas va crear el Partido Trabalhista Brasileiro i va aconseguir el suport dels treballadors urbans i de l'esquerra. El nou codi electoral, establia el 2 de desembre de 1945 per a l'elecció del president i una assemblea constituent, i eleccions estatals el 6 de maig de 1946 i va anunciar la seva intenció de no presentar-se a la presidència. Els militars, que temien que Vargas estigués a punt d'apoderar-se del poder absolut després que el 25 d'octubre de 1945 destituís João Alberto com a cap de la policia del Districte Federal i el substituís per Benjamin Vargas, van forçar la seva dimissió i el van destituir el 29 d'octubre. La renúncia de Getúlio Vargas al seu règim de l'Estado Novo el 1945 i la posterior redemocratització del país, amb l'adopció d'una nova constitució el 1946, marquen el final de l'era Vargas i l'inici del període conegut com la Quarta República Brasilera.

## Quarta República
En aquest nou període democràtic, Vargas tornaria a la Presidència de la República, elegit per vot directe, i governaria el Brasil durant tres anys i mig: des del 31 de gener de 1951 fins al 24 d'agost de 1954, quan es va suïcidar, amb un tret a la cor, en el seu quart, al Palácio do Catete, a la ciutat de Rio de Janeiro, aleshores capital federal.